# Max Hainle
Max Hainle (23 de febrero de 1882 - 19 de abril de 1961) fue un nadador alemán que compitió en los Juegos Olímpicos de París 1900.
Como miembro del equipo de natación alemana que ganó la medalla de oro en estos Juegos Olímpicos.
También compitió en los 1000 metros libres evento y terminó cuarto.